# Coursera
Coursera es una plataforma de educación virtual nacida en octubre de 2011 y desarrollada por académicos de la Universidad de Stanford con el fin de brindar oferta de educación masiva a la población (Massive Online Open Course), con cursos en inglés y otros idiomas como el español, francés, italiano y chino. Coursera ofrece cursos, tanto gratuitos como de pago, sobre temas variados a niveles universitarios, pero abiertos a todos los sectores de la población.
Fue fundada por los profesores en ciencias de la computación Andrew Ng y Daphne Koller en octubre de 2011 con el lanzamiento de dos cursos gratuitos, Aprendizaje automático e Introducción a las bases de datos.

## Desarrollo
A principios de 2012, se anunció la participación de tres nuevas universidades: Universidad of Michigan, Universidad de Princeton, y la Universidad de Pensilvania, con lo cual se crearon cursos en nuevos campos del conocimiento: ciencias sociales, estadística y matemáticas.
El 27 de julio de 2012, Coursera anunció la alianza con 16 universidades que proveerán el contenido. Las universidades son: Instituto Tecnológico de Georgia, Universidad de Washington, Universidad Rice, Universidad de Edimburgo, Universidad de Toronto, Escuela Politécnica Federal de Lausana, Universidad de California en San Francisco, Universidad de Illinois en Urbana-Champaign y Universidad de Virginia.
En septiembre de 2012, Coursera ya contaba con 1.2 millones de estudiantes, 121 cursos y 33 Universidades asociadas, esto la colocó por encima de otras iniciativas como edX, udacity, Khan Academy, Tareasplus pero con menor cantidad de cursos que Udemy.
En diciembre de 2012, Coursera llegó a 1.9 millones de estudiantes. 
En enero de 2013, Coursera anunció que el American Council on Education aprobó cinco cursos para otorgar créditos universitarios.
Para mediados de febrero de 2013, Coursera ofrecía cursos en inglés, español, francés, chino e italiano gracias al trabajo voluntario de cientos de traductores, revisores y coordinadores. Contó con la participación de 62 universidades de todo el mundo.
En cuanto a los primeros cursos desarrollados plenamente en español, participan la Universidad Nacional Autónoma de México y el Tecnológico de Monterrey, siendo estas universidades las primeras en América Latina en participar ofreciendo cursos en Coursera, aunado a la Universidad Autónoma de Barcelona.
En febrero de 2015 se informó que Coursera firmó una alianza con Google e Instagram para emitir microdegrees, que incluye una práctica en el proyecto final que serán diseñadas en conjunto con las principales universidades y las principales empresas de alta tecnología.
En 2014 y 2015 se ofertaron en Coursera las especialidades, que son una serie de cursos (generalmente tres o cuatro, más un proyecto de aplicación capstone); estas especialidades tienen un costo, ya que al finalizar se entrega un reconocimiento por parte de la universidad que las imparte y de Coursera. En 2015 se incluyeron nuevas especializaciones por ejemplo la de análisis de datos que fue un joint venture entre la Universidad de California Irvine y el Tecnológico de Monterrey.
Coursera también ofrece cursos de grado en asociación con universidades. Por ejemplo, la plataforma es socia de HEC Paris para el Executive Master en innovación y emprendimiento. Inaugurado en marzo de 2017 y 100% en línea, este programa tiene como objetivo formar altos directivos especializados en estas dos áreas en 18 meses.
En 2018, Coursera colaboró con la red universitaria latinoamericana La Tríada, integrada por el Tecnológico de Monterrey (México), la Universidad de los Andes (Colombia) y la Pontificia Universidad Católica de Chile, para ofrecer más de 100 cursos y programas especializados con certificación gratuita a sus estudiantes. Esta iniciativa, desarrollada a través del programa Coursera for Partners, funcionó como experiencia piloto para el posterior lanzamiento global de Coursera for Campus en 2020, un programa creado como respuesta a la pandemia de COVID-19.

## Coursera para refugiados
Coursera y el Departamento de Estado de los Estados Unidos, anunciaron el lanzamiento de Coursera para refugiados, el cual es un programa que permite ofrecer cursos certificados de manera gratuita a las poblaciones en calidad de refugiado. Esto realizado a través del apoyo a las asociaciones sin fines de lucro como Kiron Open Higher Education y el Alto Comisionado de las Naciones Unidas para los Refugiados (ACNUR), las cuales dedican sus esfuerzos a ayudar a esta población en riesgo. De esta manera, las personas refugiadas tienen la posibilidad de obtener educación a través de los cursos y especializaciones de Coursera, lo que les permite desarrollar conocimientos y habilidades. Así, pueden entonces aplicar los conocimientos y mejorar en su comunidad cuando regresen a su país de origen.
El Departamento de Estado de los Estados Unidos apoya al proyecto al ofrecer los cursos certificados de Coursera de forma gratuita en los consulados y embajadas pertinentes.
El programa permite acceder a este apoyo a las organizaciones sin fines de lucro certificadas, algunas de las organizaciones que ya ofrecen este programa son: Samaschool en Jordania y Kenia, Libraries Without Borders, Blue Rose Compass, y el Institute of International Education (IIE).